# DASH (azienda)
Dash era una catena di abbigliamento e accessori boutique fondata nel 2006 dalle sorelle Kim Kardashian, Kourtney Kardashian e Khloé Kardashian . La boutique aveva tre sedi: Los Angeles, New York e Miami. Nel dicembre 2016 la sede di New York City fu chiusa. Nell'aprile 2018 le due sedi rimanenti chiusero e l'azienda morì dopo 11 anni di attività.

## I negozi

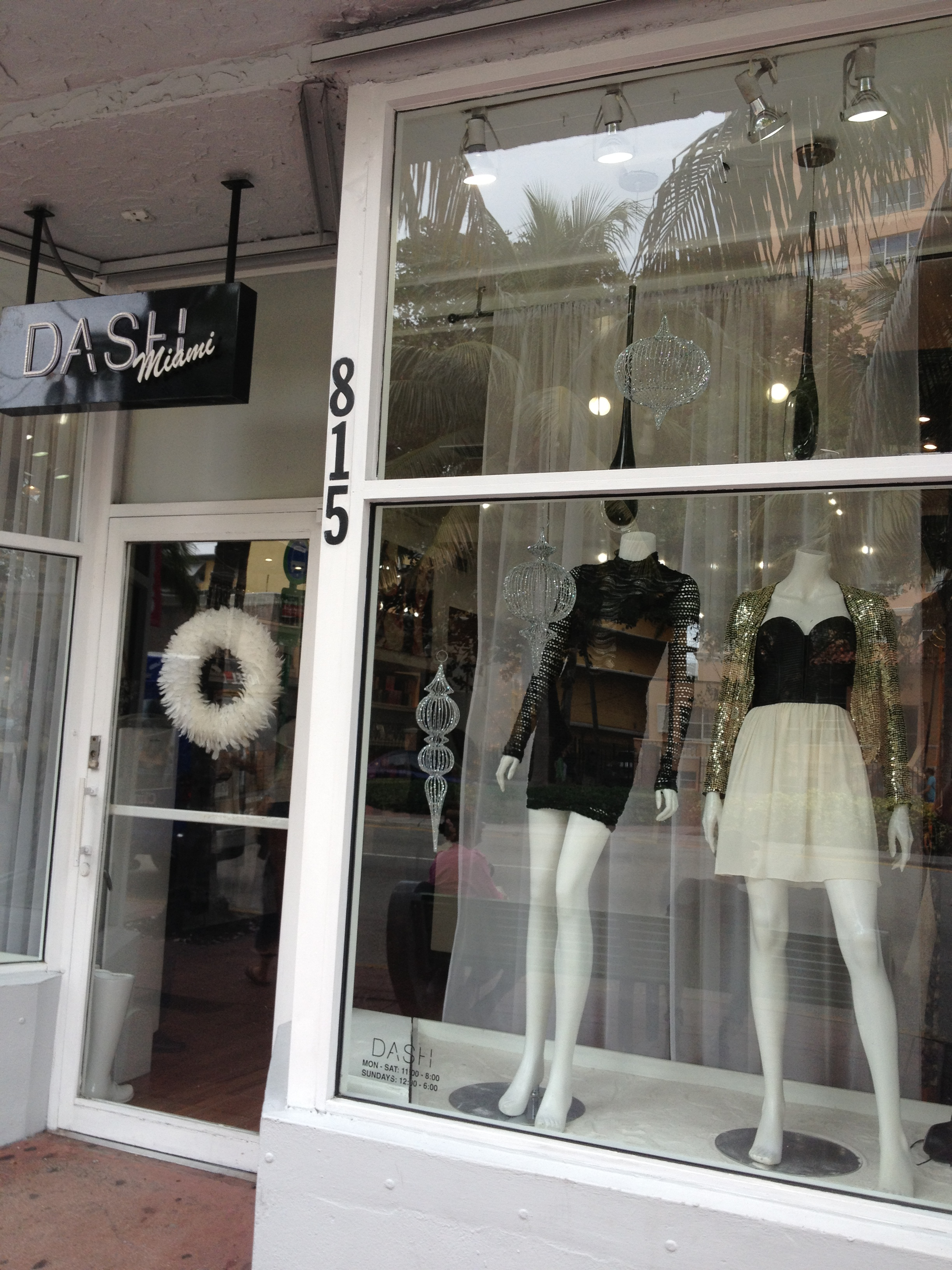
Negozio Dash a Miami Beach

La prima boutique Dash è stata aperta a Calabasas, in California, nel 2006. Il negozio originale è stato successivamente trasferito a West Hollywood nel 2012. I negozi al dettaglio sono apparsi in serie televisive di realtà sulla famiglia Kardashian, Al passo con i Kardashian, presentato per la prima volta nel 2007 su E! rete via cavo. Kim Kardashian ha rivelato che inizialmente voleva che Al passo con i Kardashian si concentrasse maggiormente sui loro negozi per attirare l'attenzione della gente e in seguito ha detto che "non pensava che sarebbe diventato quello in cui si è trasformato". Il secondo negozio è stato aperto a Miami Beach, in Florida, il 20 maggio 2009.
Il terzo negozio è stato aperto il 3 novembre 2010, nel quartiere SoHo di Manhattan, New York City. Nel novembre 2010, TMZ ha riferito che il negozio continuava a incassare una media lorda di $ 50.000 ogni giorno dalla data di apertura; durante il Black Friday il negozio ha incassato oltre $ 100.000. Il negozio ha chiuso a dicembre 2016 a causa dell'affitto elevato.
Nell'estate del 2014 le sorelle hanno aperto un negozio al dettaglio temporaneo a Southampton (New York), che è apparso in Kourtney e Khloé Take The Hamptons, uno spin-off di Al passo con i Kardashian.
Nell'aprile 2018 le sorelle Kardashian annunciarono la chiusura di tutti i negozi Dash tramite un comunicato sul loro sito web. Spiegarono il motivo della chiusura affermando che erano ormai cresciute individualmente e che avevano i propri marchi su cui concentrarsi, oltre ad essere madri.

## Serie televisive
La serie televisiva intitolata Dash Dolls', che segue le vite dei dipendenti dell'azienda,' è stata presentata in anteprima su E! rete via cavo, il 20 settembre 2015.